# Nawaf Al-Abed
Nawaf bin Shaker bin Fayrouz Al-Abed, född 26 januari 1990 i Riyadh, är en saudisk fotbollsspelare som spelar för Al Shabab och Saudiarabiens landslag.

## Landslagskarriär
Al-Abed debuterade för Saudiarabiens landslag den 11 augusti 2010 i en 1–0-vinst över Togo, där han blev inbytt i den 71:a minuten mot Naif Hazazi. Al-Abed har varit en del av Saudiarabiens trupp vid Asiatiska mästerskapet 2011 och 2015 samt VM 2022 i Qatar.